# 호탄쿤강 공항
호탄 쿤강 공항 IATA: HTN, ICAO: ZWTN은 신장 위구르 자치구의 도시 호탄시를 취항하는 공항이다.

## 시설

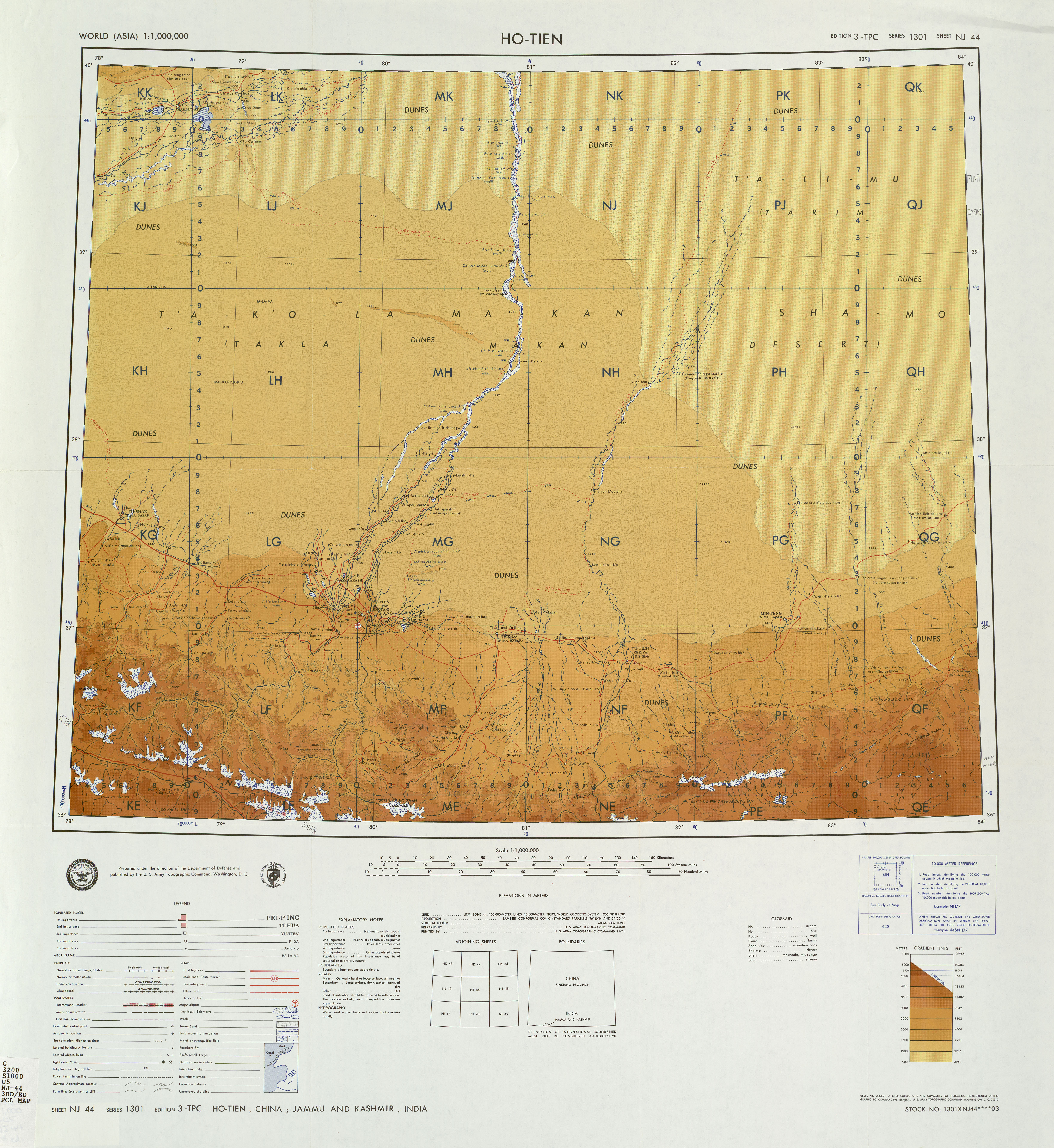
호탄 공항(HO-TIEN으로 표기)과 주변 지역을 포함한 지도(미국 육군 지형 사령부, 1971)

이 공항은 평균 해수면 위 4,672 피트 (1,424 m)의 표고에 있다. 3,200 by 50 미터 (10,499 ft × 164 ft) 크기의 콘크리트 표면으로 된 11/29 활주로를 하나 가지고 있다. 인민해방군은 이곳에 항공기를 주둔시키고 있으며, 이 시설을 이용해 차세대 전투기를 시험한다.

## 항공사와 목적지
| 항공사                 | 목적지                                                    |
| ---------------------- | --------------------------------------------------------- |
| 중국국제항공           | 베이징–수도, 청두–톈푸, 우루무치                          |
| 청두 항공              | 아랄, 뤄창, 투루판                                        |
| 중국동방항공           | 허페이, 시안                                              |
| 차이나 익스프레스 항공 | 아커쑤, 카슈가르, 코를라, 쿠차, 치에모, 사처, 이닝, 위톈  |
| 중국남방항공           | 청두–톈푸, 카슈가르, 코를라, 톈진, 우루무치, 시안, 정저우 |
| 하이난 항공            | 광저우, 우루무치                                          |
| 칭다오 항공            | 창사, 란저우                                              |
| 상하이 항공            | 우루무치                                                  |
| 톈진 항공              | 톈진, 우루무치                                            |
| 우루무치 항공          | 란저우, 우루무치, 정저우                                  |

## 같이 보기
- 중화인민공화국의 공항 목록